# Cuorgnè
Cuorgnè (Corgnè in piemontese) è un comune italiano di 9 500 abitanti della città metropolitana di Torino in Piemonte.

## Geografia fisica
Cuorgnè si trova a una longitudine di 7° 38' 59" ed a una latitudine di 45° 23' 30". 
Il centro del paese è situato ad un'altitudine di 414 m.s.l.m., allo sbocco della valle dell'Orco, nel territorio compreso tra il rilievo granitico di Belmonte, il Monte Soglio e la Quinzeina. Il nucleo più importante sorge sulla riva destra del torrente, nel vasto anfiteatro morenico formatosi dai ghiacciai fra questa valle e la val Soana. Dal terreno alluvionale morenico emergono isole di granito rosso sotto la collina di Costosa e quella di Santa Lucia. Altro affioramento di granito, però di colore più chiaro, a valle del Pedaggio e che costituisce il basamento del monticello sul quale si trova Villa Ida. Sul lato destro dell'orco si ha invece del gneiss utilizzato fin da epoche antiche come pietra da costruzione.
Nel secondo dopoguerra l'abitato si è considerevolmente sviluppato anche sulla riva sinistra del torrente, nella zona Pedaggio e nelle località Biancetta e Cascinette.

## Origini del nome
L'origine del nome Cuorgnè non è chiara. Si è ipotizzato derivi dal latino Cornu Nictatio, o Corniatu (luogo dove si suonava il corno d'allarme), ovvero dall'antico proprietario romano Coroniacus, oppure ancora da Cornai ("luogo ricco di corniolo"). In un racconto popolare si parla di una corsa di porci durante la quale i proprietari delle bestie li incitavano urlando: Cur! Cur! ("Corri! Corri!") ai quali gli animali rispondevano grugnendo Gnè! Gnè!

## Storia
L'origine di Cuorgnè è antica. Nei suoi pressi esisteva l'insediamento di "Canava" (dal celtico Knappe o Canaba, forse della tribù dei Salassi, e dal latino Cohors Canava, da cui deriva il toponimo "Canavese"), scomparsa verso il 1030 in seguito ad una piena del torrente Orco. Le subentrarono gli insediamenti di Cuorgnè, Castellamonte e Valperga.
Cuorgnè sorse in posizione strategica, allo sbocco di una valle, prima come sede invernale di pastorizia, poi come base militare ed infine come centro di scambio commerciale dei prodotti della pianura con quelli delle valli alpine retrostanti.
Durante la dominazione romana la regione di Cuorgnè apparteneva al municipium di Julia Augusta Taurinorum, l'odierno capoluogo piemontese.
Nel Medioevo i primi signori si dissero discendenti del re Arduino d'Ivrea. Nell'alto medioevo Cuorgnè appartenne ai conti di Valperga. Sono documentate lotte fra famiglie nobiliari locali per il dominio sul territorio e continue scorrerie di eserciti mercenari. Questi determinano la grande rivolta popolare denominata del Tuchinaggio (1386-1391), trasformata poi in guerra civile, e alla quale pose termine Amedeo VII di Savoia, il Conte Rosso, che assediò e conquistò Cuorgnè, imponendo la rappacificazione. Da quell'epoca il centro segue le vicende sabaude. Cuorgnè divenne un importante centro commerciale, punto di incontro tra pianura e montagna.
Nella regione passarono e lasciarono il segno truppe francesi, spagnole, austriache, mercenarie, come pure compagnie di briganti. La peste del 1630 fece in Cuorgnè più di 600 vittime.
Negli anni della rivoluzione francese a Cuorgnè si piantò l'albero della libertà e la città dovette fornire due compagnie all'esercito napoleonico, afflitto, per altro, dalla diserzione che ingrossava le file dell'esercito popolare e che diede vita alla "rivolta degli zoccoli".
Restaurata la monarchia sabauda, Vittorio Emanuele I stanziò a Cuorgnè un distaccamento di carabinieri reali (arma da lui fondata nel 1814), testimonianza questa dell'importanza data alla città. Nel 1878 vi fu costruita la caserma degli alpini, presenti in città fino all'ultimo dopoguerra.
Cuorgnè partecipò al Risorgimento e al movimento garibaldino, nel quale si misero in evidenza i fratelli Pinelli e il magistrato Giuseppe Ghiglieri. Nel corso del XIX secolo si sviluppò anche a Cuorgnè il movimento delle cooperative, con la Società di mutuo soccorso (1853), che diede origine a magazzini, negozi, forni, cantine, scuole e biblioteca, contribuendo alla diffusione della cultura popolare.
La prima guerra mondiale comportò per Cuorgnè 87 caduti. Con l'arrivo del Fascismo, nell'ottobre 1922, due giorni dopo la marcia su Roma un artigiano, Giorgio Rebuffo, venne ucciso sulla porta della locale Società di mutuo soccorso. Nel 1940 molti giovani vennero arruolati quali meccanici sulle navi da guerra e molti di essi caddero in combattimento.
Nel 1927 Cuorgnè cambiò di provincia, passando da quella di Torino a quella di Aosta insieme a altri 113 comuni dell'ex Circondario di Ivrea, tramite R.D. del 2 gennaio 1927.
Con R.D. del 3 agosto 1928, fu temporaneamente aumentato il territorio comunale aggregandovi i comuni soppressi di Borgiallo, Canischio, Chiesanuova, Colleretto Castelnuovo, Prascorsano, Salto e San Colombano Belmonte. Fu insignita dello status di città nel 1932.
Negli anni della seconda guerra mondiale, tra il 1940 e il 1943, furono internati a Cuorgnè 51 profughi ebrei (inclusi una decina di bambini), provenienti da Spalato. Dopo l'8 settembre 1943, con l'occupazione tedesca, il gruppo immediatamente si dette alla fuga. La maggior parte trovarono rifugio in Svizzera, ma alcuni si diressero invece verso Sud incontro all'esercito alleato. Alla fine tutti gli internati riuscirono a salvarsi, con l'unica eccezione di Ernestina Levi, che era deceduta per cause naturali a Cuorgnè il 15 febbraio 1942 durante il soggiorno coatto.
A Curognè vide però la morte Walter Fillak, con altri partigiani. La partecipazione alla guerra di liberazione è massiccia e molti sono i caduti, vittime delle rappresaglie, sino alla fucilazione di cinque cittadini il 1º maggio 1945.
Con la fine della guerra la provincia di Aosta venne soppressa con Decreto legislativo luogotenenziale del 7 settembre 1945. Cuorgnè e tutti i comuni non compresi nel territorio della Valle, tornarono a far parte della provincia di Torino.

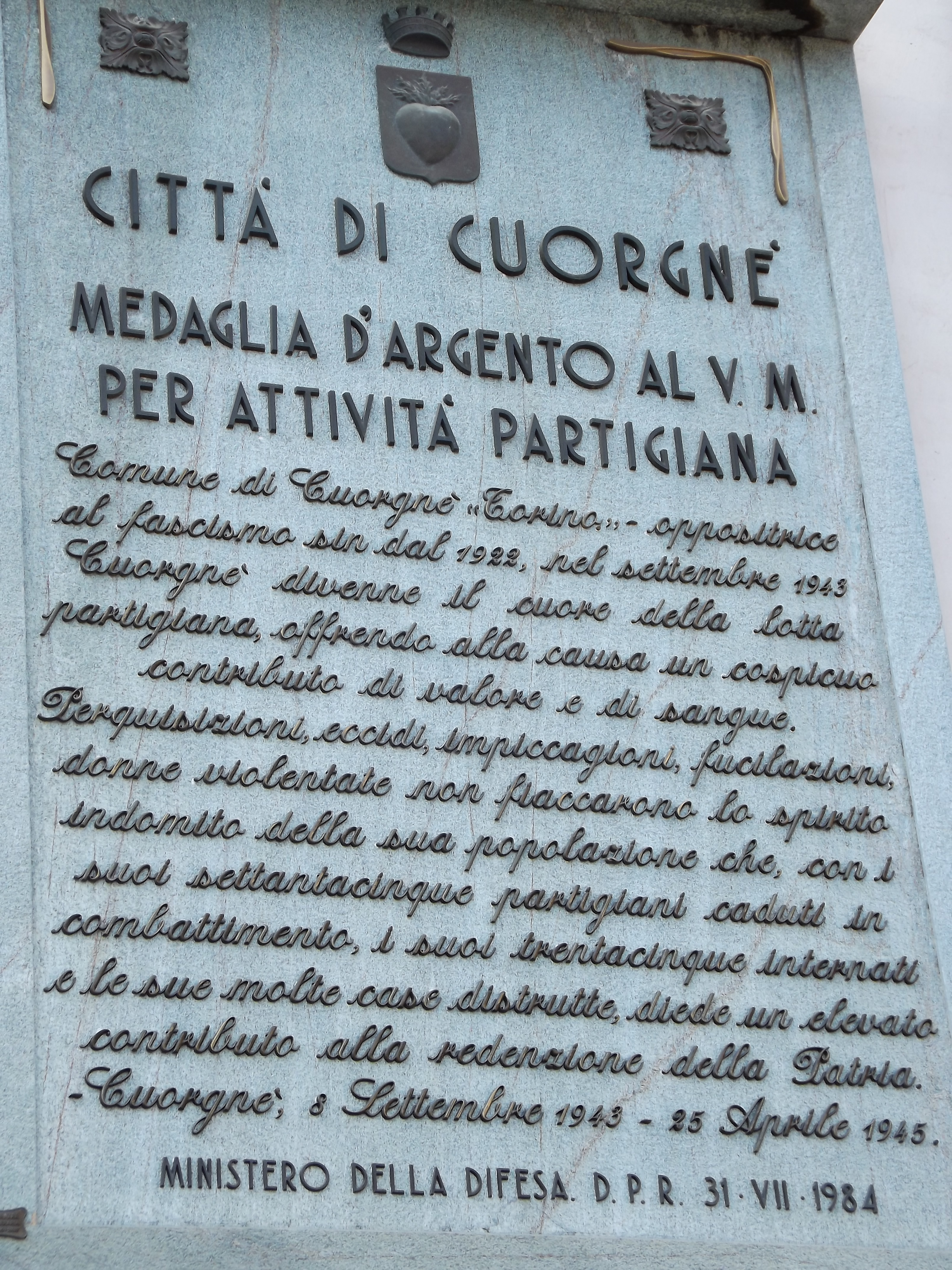
Lapide commemorativa ai caduti della resistenza partigiana sulla facciata del Palazzo comunale.

### Simboli
Stemma
Lo stemma è stato riconosciuto con decreto del capo del governo del 14 luglio 1932.
Gonfalone
Il gonfalone è stato concesso con regio decreto del 30 giugno 1932.
argento: Città di Cuorgnè.»

### Onorificenze
Cuorgnè è tra le città decorate al valor militare per la guerra di liberazione, insignita della medaglia d'argento al valor militare per i sacrifici delle sue popolazioni e per l'attività nella lotta partigiana durante la seconda guerra mondiale:

## Monumenti e luoghi d'interesse

### Architetture religiose
Chiesa di San Giovanni
La chiesa di San Giovanni, al centro del Borgo antico (l'attuale via Arduino), era la chiesa della Confraternita della Misericordia, dedicata a San Giovanni Decollato. La Confraternita in onore di questo santo assisteva i condannati a morte e ne accompagnava la salma in chiesa; possedeva inoltre l'importante privilegio di poter liberare ogni anno un condannato a morte. Le opere d'arte principali di questa chiesa sono i sette grandi quadri su tela, dipinti nel 1742 dal pittore Luca Rossetti da Orta. Tutte le tele rappresentano scene della vita del santo titolare della chiesa: due gruppi di tre sono a fianco dell'altare maggiore, mentre nella posizione d'onore dietro all'altare vi è la raffigurazione più importante: il martirio di San Giovanni.
Chiesa di San Dalmazzo

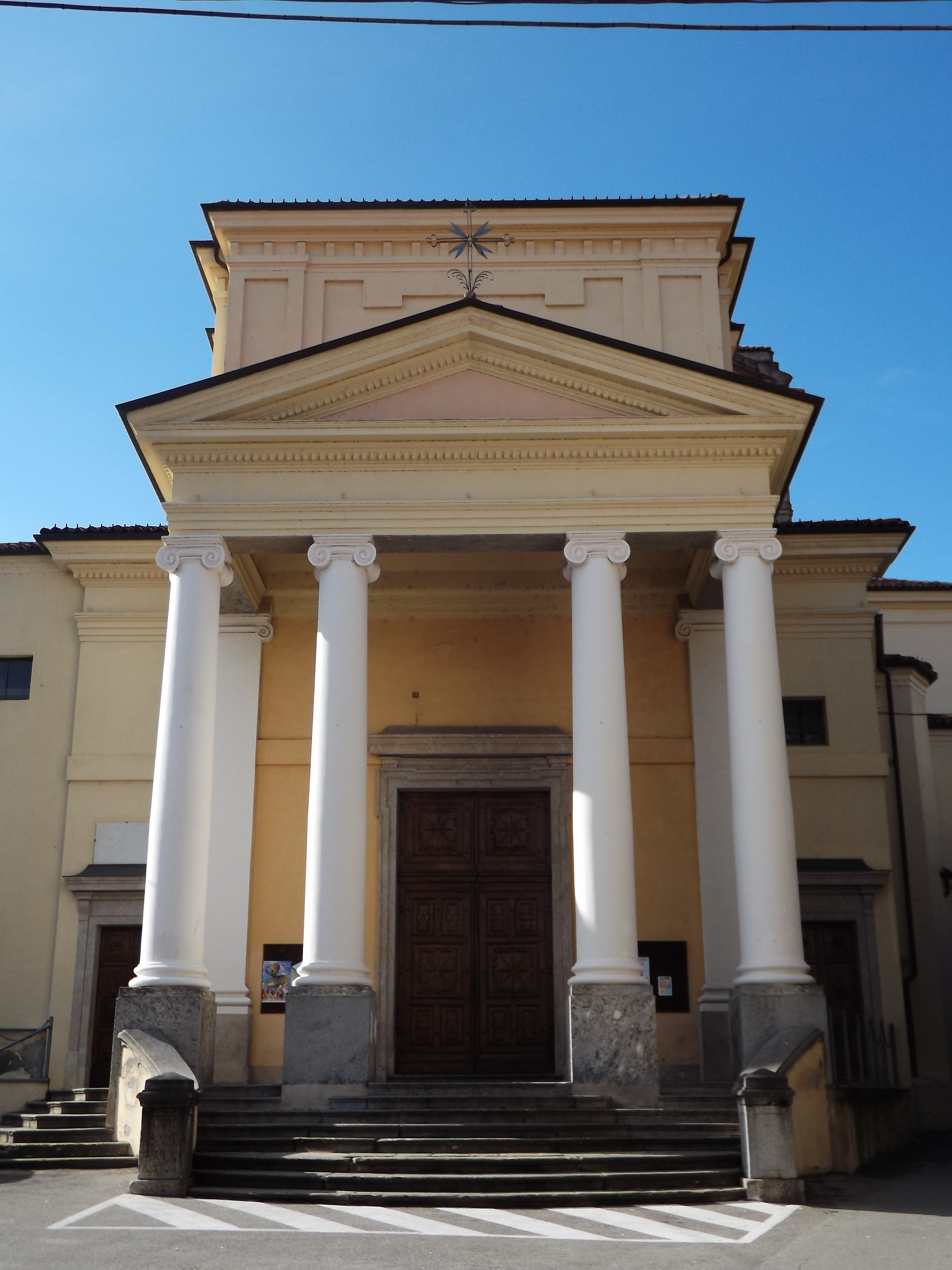
La chiesa parrocchiale di San Dalmazzo

Secondo la tradizione la prima parrocchia cuorgnatese, già dedicata a San Dalmazzo, secondo un documento del 1154, risalirebbe all'epoca di Sant' Eusebio. La chiesa fu ristrutturata nel 1472 e diventando insufficiente di posti, nel 1575 si decise di ricostruirla cambiando l'orientamento come è visibile oggi. La nuova struttura, terminata nel 1592, fu progettata a tre navate divise da otto colonne, nel 1º settembre del 1804 crollò all'improvviso un pilastro della chiesa compromettendo la stabilità della parrocchia.
Si decise così di ricostruire interamente una nuova chiesa, che fu inaugurata nel 1810. La chiesa parrocchiale di San Dalmazzo, si presenta oggi nella sua struttura ottocentesca, nel 1825 fu costruita una cappella-santuario dedicata alla Madonna della Rivassola, un affresco in stile tardo gotico risalente al XV secolo proveniente da un pilone votivo, staccato e trasportato nel luogo attuale. Da secoli la Madonna della Rivassola è considerata madre e protettrice della città e dei cuorgnatesi tutti.
Chiesa della Santissima Trinità
A breve distanza dalla parrocchia dedicata a san Dalmazzo, sorge la chiesa della Santissima Trinità, la quale si presume che in principio fosse un oratorio con annesso ospizio per i pellegrini, costruito a partire dal 1510 dai frati minori francescani. Questi nel 1581 lo cedettero alla Confraternita della SS. Trinità, istituita a Cuorgnè nel 1535. Grazie al livello sociale degli aderenti, quasi tutti nobili o comunque persone di prestigio, ed ai numerosissimi lasciti e donazioni anche di notevole valore, la Confraternita giunse ad avere una notevole ricchezza. Successivamente, nel 1582 Bernardino Bossetto, rettore della Confraternita firmò una convenzione con il "maestro" Giovanni Cernese da Lugano, residente a Valperga, per l'erezione della chiesa. La facciata della chiesa venne terminata nel 1637 da "mastro Bernardino Somacio" di Lugano; altri luganesi, Carlo e Antonio Scala, costruiscono nel 1663 la cappella di destra, dedicata al Santissimo Sudario. Nel 1674 compaiono pagamenti al pittore Giacomo Riva Berta per alcuni quadri all'interno dell'edificio.
Fra le opere artistiche presenti all'interno della chiesa merita particolare attenzione la grandiosa ancóna in legno dell'altare maggiore: un solenne apparato decorativo, con statue di santi e di angeli, disposti a corona intorno ad un gruppo centrale raffigurante il Padre ed il Figlio che incoronano la SS. Vergine. Si tratta di un'opera eseguita da Pietro Antonio Perucca da Valperga nel 1691. Scioltasi la Confraternita, la chiesa venne chiusa al pubblico nel 1895. Considerato il notevole interesse artistico, nel 1984 il comune ne divenne proprietario ed avviò una serie di lavori di restauro per riutilizzare la chiesa a fini culturali riconvertendola in centro multimediale e sala conferenze.

### Architetture civili
Palazzo comunale e teatro
L'edificio del Palazzo Comunale di Cuorgnè venne costruito agli inizi del 1600 dalle Monache benedettine che, costrette ad abbandonare Belmonte a seguito dei decreti del Concilio di Trento, vollero edificare a Cuorgnè il loro convento. Del convento la costruzione conserva ancora la struttura originaria, come il bel cortile interno porticato nel quale sono ancora agevolmente riconoscibili gli elementi del chiostro conventuale. Dal lato settentrionale si erge l'edificio della Chiesa, attuale teatro comunale, di dimensioni relativamente ridotte perché riservato alla comunità religiosa, con coro e Parlatorio; dal lato opposto si aprivano i locali destinati al refettorio e alle cucine. Un'ampia galleria coperta corre al di sopra del chiostro, permettendo l'accesso alla sala capitolare e alle stanze. Soppressi gli ordini religiosi, il Comune nel 1802 prese possesso dello stabile destinandolo a propria sede.

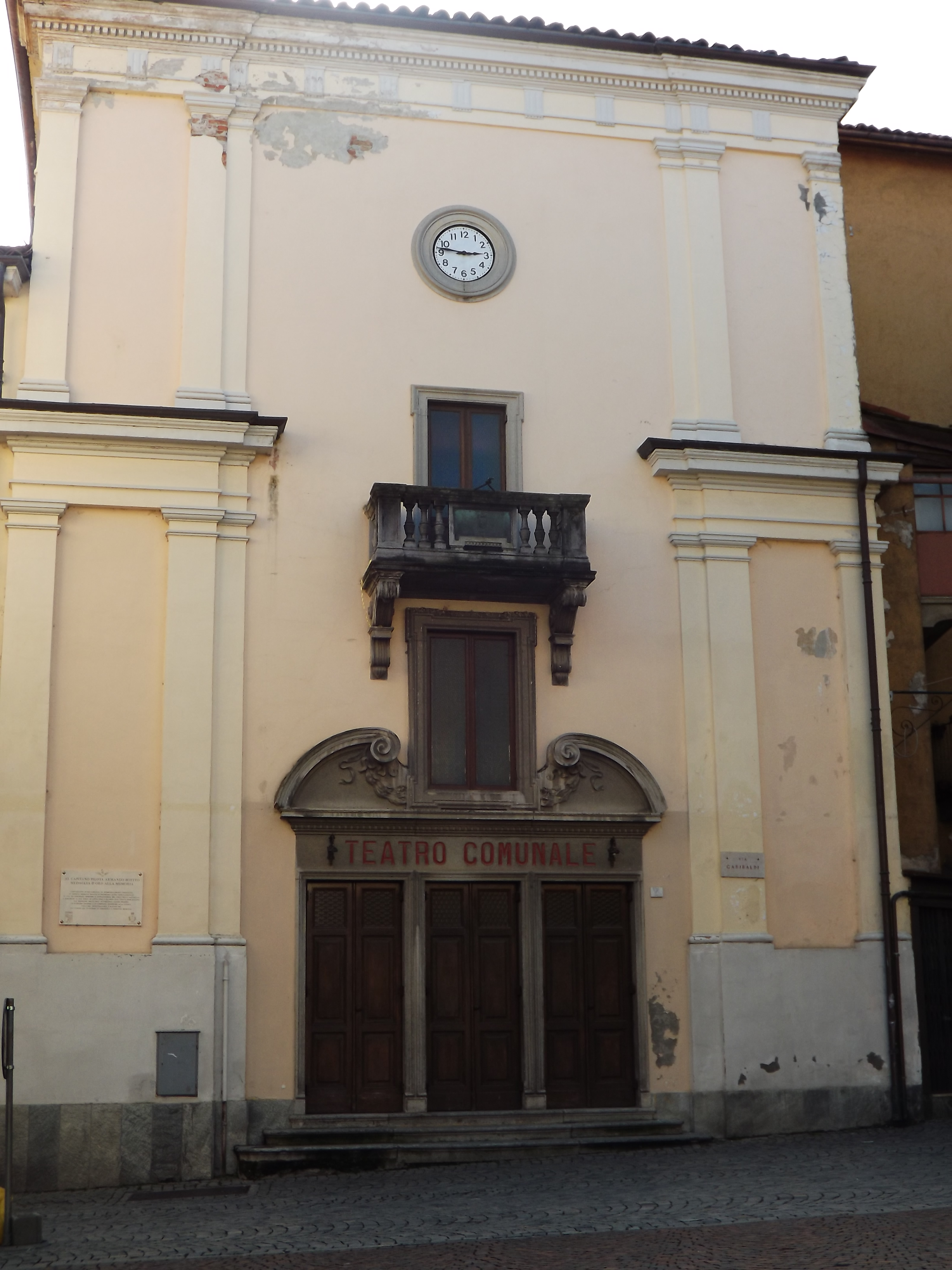
Il teatro comunale

Nel vasto locale della chiesa si decise nel 1860 di trasferire il teatro comunale; il progetto di ristrutturazione venne redatto nel 1865 dall'architetto ing. Pier Giuseppe Zerboglio di Cuorgnè ed il teatro venne ultimato l'anno seguente. Ne disegnarono le scene ed i fondali alcuni artisti che in quell'epoca erano soliti trascorrere il periodo estivo nel vicino paese di Rivara e che proprio da questa cittadina traggono il nome di "scuola di Rivara". In particolare lo scenario con Cuorgnè visto dal vecchio ponte sull'Orco è opera del loro caposcuola: Carlo Pittara.
Gli ornati sono opera di Giacomo Rossi da Lugano e del torinese Giuseppe Ceva, le decorazioni e le parti dorate del torinese Vincenzo Ruffino, le figure vennero eseguite da Luigi Crosio di Acqui. Gestito direttamente dal comune fino al 1919, in tale anno fu dato in affitto ai privati, che vi impiantarono il cinema comunale, una delle prime sale cinematografiche in Canavese; gli arredi di scena ed i fondali andarono in gran parte distrutti. Tornati liberi i locali intorno al 1970 furono restaurati dalla Pro Loco cuorgnatese. Venne riaperto al pubblico nel 1976, per essere nuovamente chiuso nel febbraio 1983. Da allora ospita solo più mostre temporanee nella platea.
Piazza d'Armi
La centralissima Piazza Martiri della Libertà, più comunemente nota come Piazza d'armi, è la principale e più ampia piazza di Cuorgnè. Localizzata immediatamente a sud del centro storico, dove confluiscono le principali arterie viarie cittadine.
Anticamente detta piazza del Magnetto, fu inizialmente ricavata in parte dal terreno sottostante le vecchie mura a sud del borgo. Nel 1821 vi fu spostato dalla Chiovera il mercato del bestiame. Nel 1836 ai quattro lati della piazza vennero piantati doppi filari di platani e ippocastani, che formano i caratteristici viali alberati perimetrali. Per un periodo fu denominata Piazza Torino, salvo diventare successivamente Piazza d'Armi per via del suo utilizzo destinato alle esercitazioni militari, come deposito munizioni e maneggio per cavalli. Sul versante ovest, nel 1878 il ministero della guerra decise di costruirvi la nuova caserma degli alpini, adibita ad ospitare 100 uomini, che fino al momento della sua ultimazione alloggiavano nell'ex convento della Rivassola. Il costo totale dell'opera, ultimata nel 1884, fu di 96.216 lire, di cui 67.426 vennero finanziate dal governo e il restante dal comune, che ne divenne comproprietario.
Verso la caserma vi era lo spazio più grande, per le esercitazioni dei soldati, mentre l'area più piccola verso via Torino era utilizzata per il commercio. La piazza si prestò ad ospitare anche le prime partite di calcio della squadra locale del Vallorco, che qui giocò le sue partite fino agli anni '40.
Durante gli ultimi mesi della guerra, la caserma venne prima colpita dagli attacchi dei partigiani e poi successivamente data alle fiamme dai militari nazisti in ritirata. Dopo la guerra la caserma venne demolita.
Casa della Musica e i monumenti ai caduti
Un edificio caratteristico che merita una breve menzione è quella della Casa della Musica, a pochi passi da Piazza d'Armi. L'edificio è la sede della prestigiosa Accademia Filarmonica dei Concordi, una delle più antiche del Piemonte, attiva già nel 1773 e formalmente approvata nel 1787, che ottenne numerosi ed importanti riconoscimenti ufficiali. La casa fu costruita originariamente come cabina elettrica per la filovia Ivrea-Cuorgnè; nel 1932 concessa dal Comune all'Accademia Filarmonica venne ampliata e trasformata per adattarla alle nuove esigenze con un alloggio al piano superiore per il maestro. Sulla facciata si notano il bel decoro con la scritta originariamente fiancheggiata dai fasci littori, le sagomature delle facciate, il tetto con i caratteristici camini.
Subito davanti alla Casa della Musica è presente un monumento ai caduti fuso nel 1922 dallo scultore Gaetano Orsolini collaboratore di Leonardo Bistolfi.
Da ricordare anche il monumento ai caduti partigiani della seconda guerra mondiale realizzato da Umberto Mastroianni presente in Piazza Morgando, di fronte al Palazzo comunale.
Ponte sull'Orco

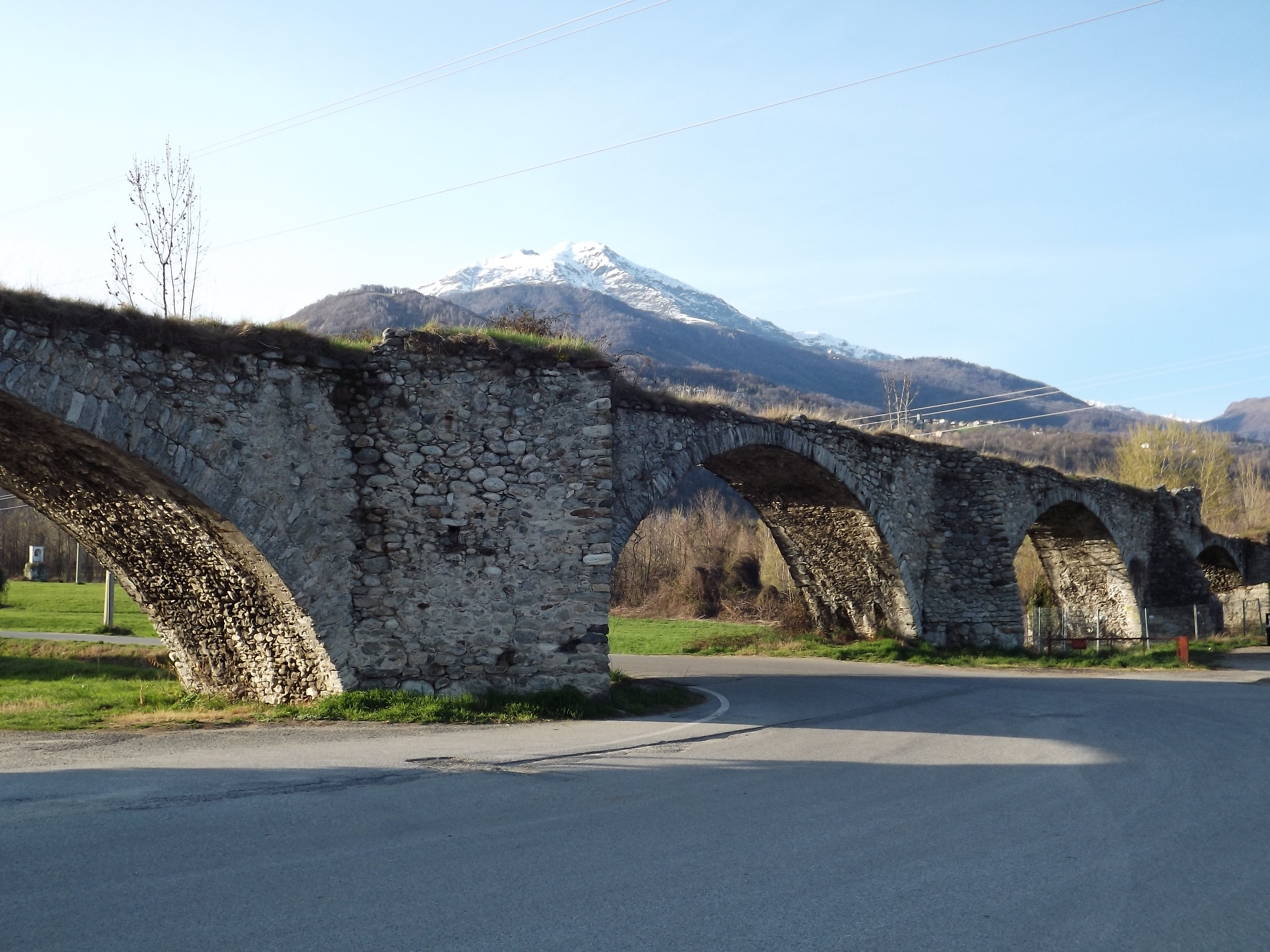
Le arcate del Ponte vecchio

A Cuorgnè si trovano ancora quattro arcate di un antico ponte sul torrente Orco. Il borgo nel medioevo costituiva un importante centro commerciale della zona; e gran parte della sua importanza era legata alla presenza del ponte, per lungo tempo unico collegamento carraio con le valli Orco, Soana e Sacra. I mercanti che da Ivrea si recavano ad Avigliana e ai colli della Valle di Susa, quando i guadi più in basso non erano praticabili, dovevano per forza passare dal ponte. Per usufruire del passaggio, si doveva pagare un pedaggio, infatti la zona si chiama tuttora Il pedaggio. L'Orco non era ancora imbrigliato e povero di acqua come ai tempi attuali e la sua furia era veramente pericolosa. Cuorgnè per tutto il periodo della sua storia condusse sempre una lotta strenua con il fiume per tenere efficiente questo ponte, che era di vitale importanza per l'economia della comunità.
L'insicurezza e la precarietà del ponte spinsero i cuorgnatesi nel 1464 a decidere di costruirlo in modo più duraturo, sul sito dell'attuale Ponte Vecchio: i lavori vennero affidati nel 1469 a Giovanni di Piacenza. È solo alla fine del 1600 che si prende in considerazione l'idea di una costruzione con arcate in pietra: il 7 maggio 1686 Gio Antonio Ratio riceve l'incarico di ricostruire alcuni pilastri, fatti a sei facciate idonei per appoggiarvi archi in muratura. Nel 1703 viene costruita la testata del ponte verso Cuorgné con relativo terrapieno, ad opera di Pietro Zerboglio, Gio Francesco Maglietto e Lorenzo Canale; nel 1780 una piena asportò gli archi centrali che vennero ricostruiti con semplici pilastri collegati da travature. Siccome il fiume spostava con frequenza il suo letto il ponte giunse ad avere tredici arcate in pietra e calce. Le furibonde piene del 1845 1846 asportarono tutte le arcate verso Salto: si decise allora di ricostruirlo un centinaio di metri più a valle proteggendolo con muraglioni laterali. Il nuovo ponte, che ancor oggi regge degnamente alle piene, venne iniziato nel 1850 su progetto dell'ingegner Edoardo Capello.
In località Piova, al confine con il territorio della vicina Spineto si può ammirare un altro ponte romanico sul torrente Piova, in prossimità della sua confluenza con l'Orco. Realizzato in pietra ad una sola arcata verso il 1300, il ponte costituiva l'antico collegamento tra gli abitanti delle Valli Orco e Soana con Castellamonte e l'Eporediese. Nonostante la scarsa manutenzione ed il degrado, l'antico manufatto ha resistito per secoli all'incuria del tempo. Oggi invaso da erbacce, ne viene vietato l'accesso perché privo di sponde, diventando potenzialmente pericoloso per chi vuol salirci sopra, anche solo per guardare il torrente sottostante.
Manifattura

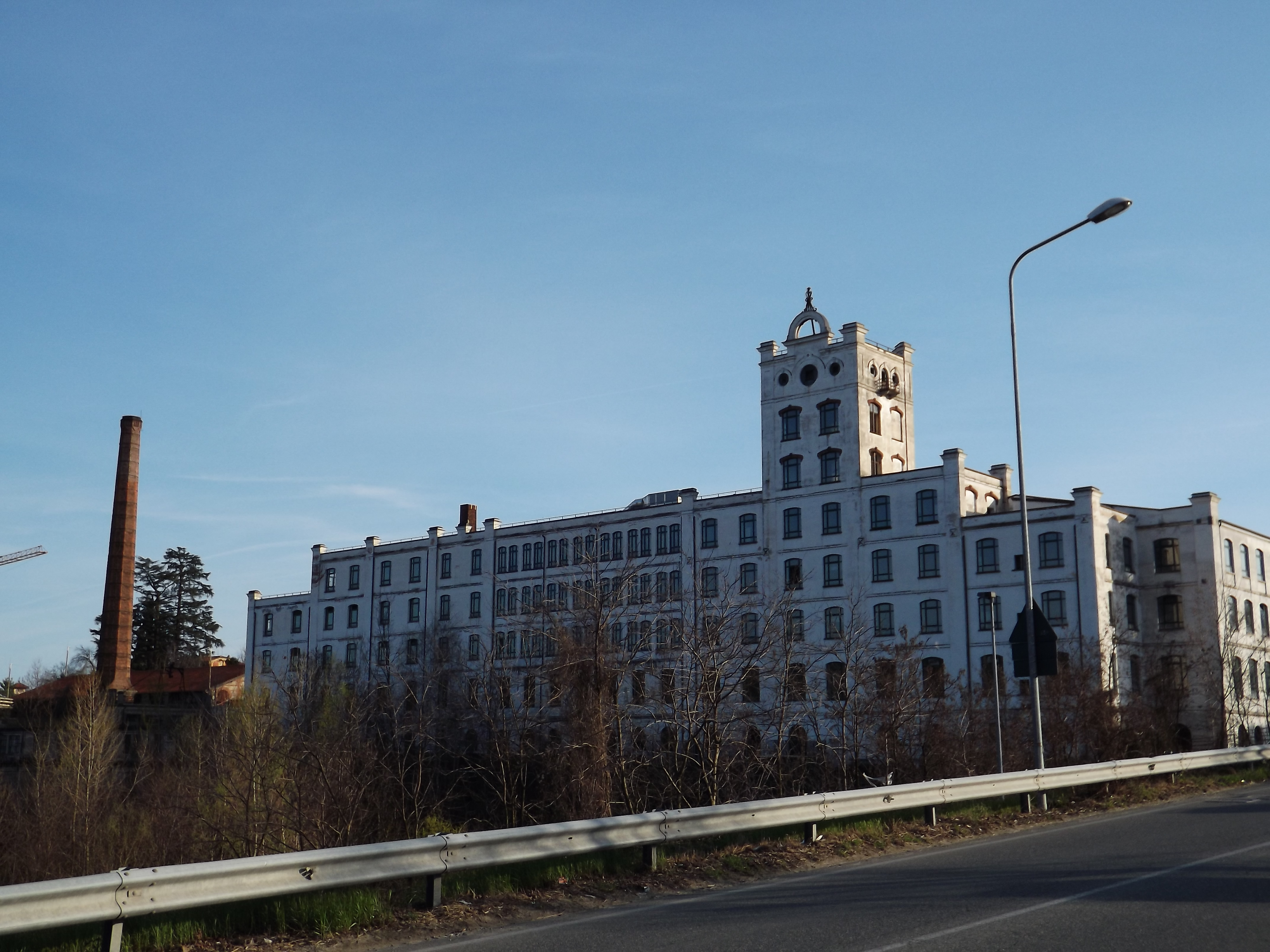
Facciata della Manifattura di Cuorgnè

Importante esempio di archeologia industriale è la "Manifattura cuorgnatese", un grosso complesso industriale per la lavorazione del cotone che sorge tra il centro abitato di Cuorgnè e il torrente Orco. I lavori per la costruzione della Manifattura iniziarono nel 1872 su progetto dell'ing. Adolf Mauke di Napoli, e terminarono nel giugno 1874. Il progetto è caratteristico perché per la prima volta in edifici destinati a questo tipo di lavorazioni viene concepita una struttura verticale: all'epoca, non esistendo ancora la corrente elettrica, tutta la forza motrice delle macchine era fornita da ruote idrauliche per cui era più agevole disporre gli impianti su strutture orizzontali. Qui invece abbiamo un asse rotante principale orizzontale nelle fondamenta che rinvia il moto ai piani sovrastanti con assi verticali e pulegge. Terminato il primo impianto, si diede inizio alla costruzione di un secondo impianto con relativa filatura, completando la caratteristica struttura ad U con un corpo centrale e due ali laterali.
La Manifattura di Cuorgnè divenne il maggior complesso piemontese per la lavorazione del cotone ed uno dei principali d'Italia con i suoi 1300 dipendenti ed una produzione di altissima qualità su tutte le gamme dei filati da meritarsi i più importanti riconoscimenti internazionali. All'inizio del 1900 la Manifattura è la maggiore industria dell'Alto Canavese con rilevanti investimenti anche nel campo sociale come un quartiere operaio, la mensa, lo spaccio, un convitto femminile e una casa di riposo per anziani; oltre alle ville per i dirigenti, una delle quali recentemente adattata a centro anziani comunale. Nel 1939 viene inaugurato un nuovo edificio di tre piani, il terzo impianto, prolungato nel 1949-50 fino a raggiungere una lunghezza complessiva di 140 metri. La recente crisi della lavorazione del cotone viene, nel caso di Cuorgnè, aggravata da passaggi a compagnie finanziarie che conducono alla chiusura degli impianti alla fine del 1991. L'impianto ottocentesco è stato oggetto di recupero da parte del Comune che nel 1997 è riuscito ad acquistarlo per avviare successivamente dei lavori di restauro e valorizzazione dell'impianto. L'ultimazione dell'attività di recupero offre oggi alcune possibilità di rifondazione e rilancio degli spazi del complesso, dove ora trovano spazio la sede del Museo archeologico del Canavese, alcune sale espositive per convegni e fiere e gli uffici del Centro per l'impiego della Provincia.

### Architetture militari
Le torri

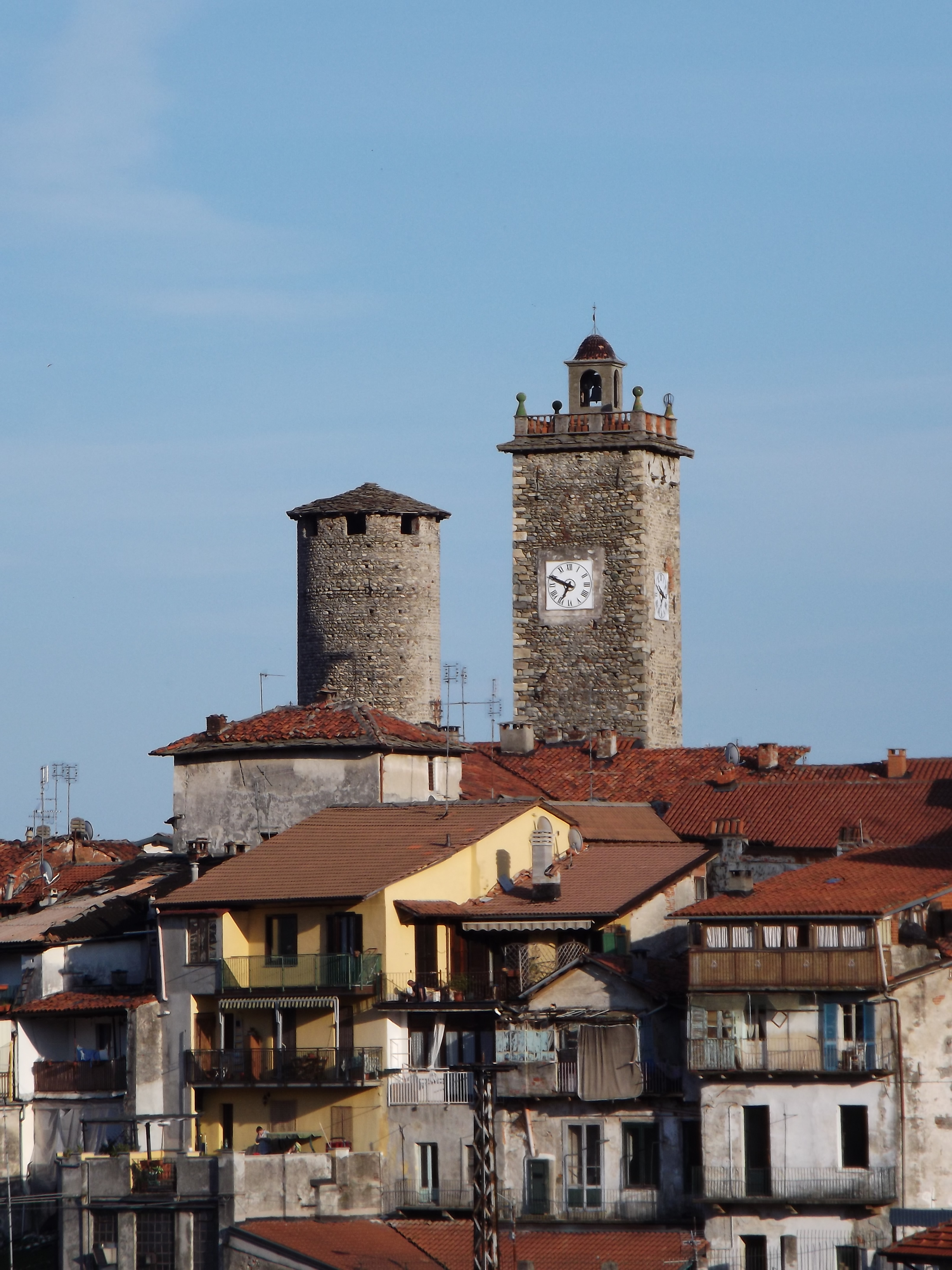
La torre di Carlevato e la torre dell'Orologio.

Il centro storico è sovrastato da due caratteristiche torri simbolo di Cuorgné: la torre rotonda, detta di Carlevato, risalente probabilmente al 1200 e parte di un più vasto castello, e la torre quadrata, detta dell'Orologio (di origine trecentesca), costruita in opposizione alla vicina torre tonda. Ceduta nel 1400 dai Valperga al Comune divenne torre di vedetta e poi torre campanaria, con rimaneggiamenti settecenteschi che portarono la sommità della torre alla forma attuale.

## Società

### Evoluzione demografica
Abitanti censiti

### Etnie e minoranze straniere
Secondo i dati Istat al 31 dicembre 2017, i cittadini stranieri residenti a Cuorgnè sono 1 084, così suddivisi per nazionalità, elencando per le presenze più significative:
1. Romania, 449
2. Marocco, 248
3. Cina, 125
4. Albania, 50
5. Pakistan, 22

### Tradizioni e folclore
- Rievocazione medievale del "Torneo di Maggio alla Corte di Re Arduino", con musica d'epoca, sfilate in costume, torneo equestre e festa protratta sino a tarda notte, organizzato dalla Associazione Turistica Pro Loco e considerata una delle più prestigiose e note rievocazioni storiche del Canavese.[21][22]. Il paese si divide nelle vecchie borgate e si tengono delle gare per eleggere la borgata vincitrice (nel 2017 ha vinto Sant'Anna di Campore). Inoltre sono aperte le bettole delle varie borgate per mangiare tra una pausa tra le sfilate, le gare e gli spettacoli. La manifestazione è legata alla rievocazione della vicenda storica del Marchese d’Ivrea Arduino, incoronato Re d'Italia nel 1002 e, secondo la tradizione, transitato anche nel borgo di “Corgnate” (antico nome di Cuorgnè), ed è nata nel 1987 da un'idea di Andrea Peretti, l'allora presidente della Pro loco di Cuorgnè.[23][24]

Negli anni di maggior successo ha visto la partecipazione di più di 5 000 persone. La ventunesima edizione della manifestazione, prevista per il 2007, si è tenuta nel 2009 dopo due anni di interruzione.

### Istituzioni, enti e associazioni
Nel Comune è presente un presidio ospedaliero pubblico.

## Geografia antropica

### Centro storico
Il centro storico presenta ancora oggi un tipico aspetto medievale. Via Arduino rappresentava il centro commerciale dell'antico borgo di Cuorgnè, il cui ingresso era un tempo difeso da una torre con fossato e ponte levatoio oggi scomparsi. La via è caratterizzata dalla presenza di un doppio filare di portici, di cui quelli meglio conservati sono situati sul lato sinistro, con caratteristici archi slargati e numerose botole, in parte ancora ben visibili, che danno accesso a piccole cantine utilizzate un tempo quali magazzini.
L’edificio al civico 11 ha un soffitto tutto in legno con robuste travature poggianti su un grande trave maestro sostenuto da una colonna cilindrica con capitello in legno. Anche la facciata è di notevole interesse, ad un piano solo con struttura in travetti lignei tamponati in laterizio, tipologia costruttiva diffusa al Nord ma rara in Piemonte. È considerato l’edificio più antico del Borgo: di qui si può intuire come inizialmente le case non siano state subito progettate con il portico, ma questo sia venuto solo in un secondo tempo. Nacque quindi come semplice tettoia in legno sulla quale venne costruita una stanza poi divenuta parte integrante dell’abitazione.
Più avanti, superata Piazza Boetto, si incontra invece un bel soffitto a cassettoni e, subito dopo, un palazzotto nobiliare forse del XIV secolo, impropriamente detto Casa di Re Arduino, sebbene successivo all'epoca in cui era vissuto il re. Il palazzotto presenta arcate di tipo gotico, abbellite con decorazioni floreali (prese anche a modello dal D'Andrade per il borgo medioevale di Torino del Valentino) e con porte e finestre decorate da fregi in cotto. Tutto il traffico proveniente dalla pianura e diretto alle alte valli entrava in Cuorgné dalla porta del Borgo posta all'imbocco di via Arduino, percorreva la via del Borgo e la via di Rivassola ed usciva da questa porta, verso Campore e Pont.
Come numerosi insediamenti dell'epoca, anche Cuorgnè presentava due strutture ben distinte all'interno del tracciato delle mura. Il borgo mercantile, costituito dalla schiera di costruzioni allineate con ordine lungo la via porticata e sede di intensa attività commerciale,  che fu l'elemento trainante della storia tardo-medioevale cuorgnatese. E la Villa, con minor densità abitativa, cresciuta a ovest del borgo attorno a un'antica casa forte, che includeva la parrocchia di San Dalmazzo ed era strutturata da un agglomerato di case rustiche e porzioni di terreni adibiti ad orto o giardino.
A marcare questa netta divisione vi era inoltre la presenza due consoli, che restavano in carica per un anno e venivano eletti dalla credenza. I consoli erano due poiché dovevano rappresentare le due parti dell'abitato di Cuorgnè: la Villa (più rurale) e il Borgo (più commerciale), con le loro diverse esigenze e problematiche. Da una parte contadini, con mentalità più riservata e legata alle tradizioni della terra, e dall'altra i "borghigiani" dediti alla compravendita, più dinamici e tesi verso la continua espansione commerciale.

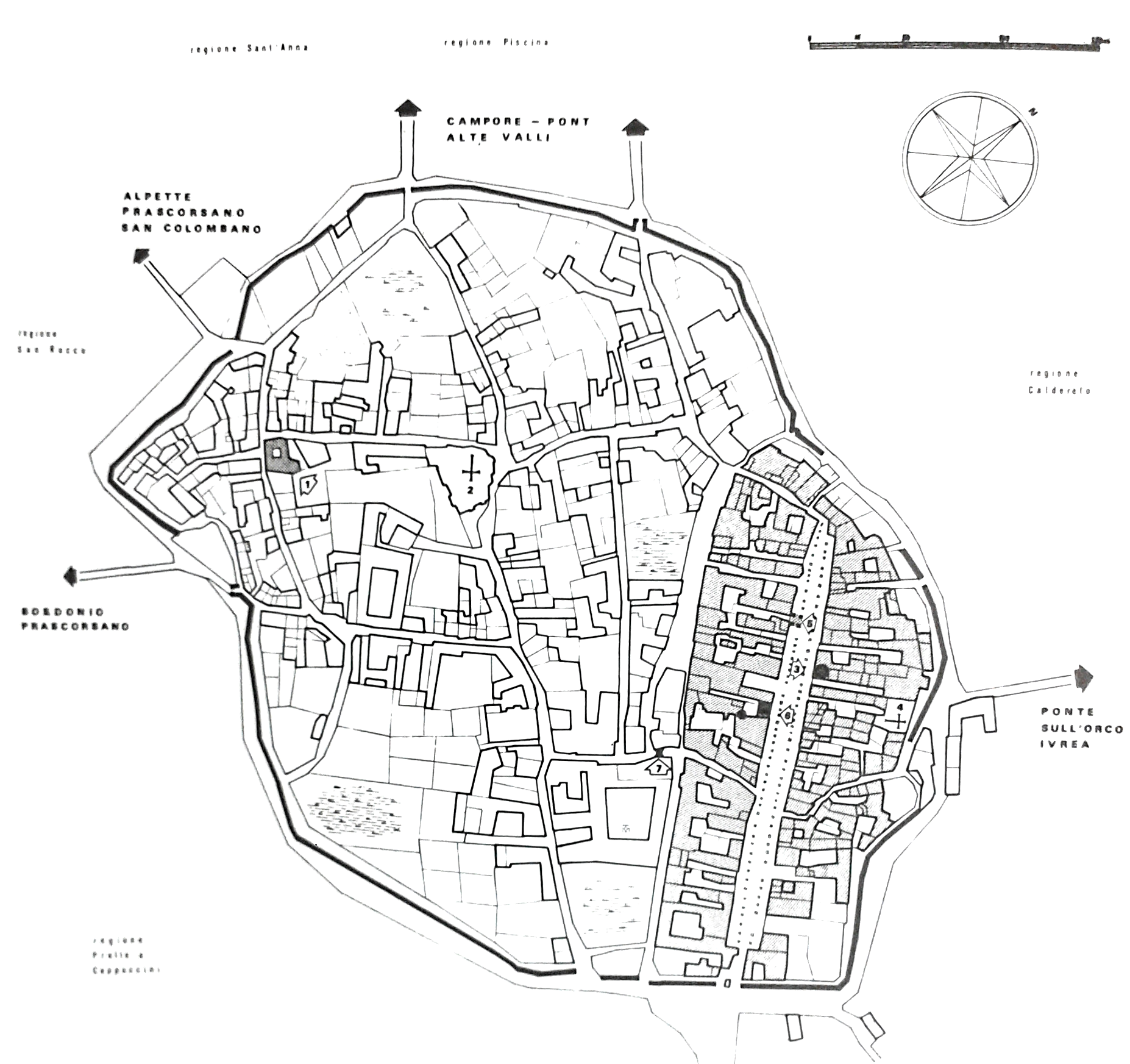
Mappa trecentesca del centro storico di Cuorgnè.

I due rioni erano separati e comunicavano tramite un'unica torre-porta, detta di San Giovanni, che è tutt'oggi visibile al fondo di Piazza Boetto, a lato del teatro comunale. Non vi furono altri accessi interni le mura che portassero dalla chiesa parrocchiale direttamente in via Arduino fino al 1862, quando venne completamente aperta piazza Pinelli e creato l'arco che immette in via Parigi. L'unica alternativa era passare attraverso il vicolo di via Rivassola.
Lungo questo confine furono formate verso la metà del 1800, le piazze di Cuorgnè. Piazza Pinelli con l'Ala mercatale erettavi nel 1866 e il retro delle case del Borgo che si affacciano allineate lungo l'antica piazza della Chiovera, lunga e stretta; la piazza della Verdura anch'essa con la sua ala eretta nel 1836 e che venne poi demolita per fare posto alla Casa del Fascio e che oggi ospita la biblioteca comunale.
Osservando la pianta del borgo si possono riconoscere facilmente nel tessuto urbano verso oriente i bastioni di difesa, d'epoca medievale, che circondavano tutto il centro storico. Lungo la bastionata corre ancora la strada periferica interna alle mura, la cosiddetta "Cursera", dalla quale si diramano i camminamenti pedonali.
Essendo stata Cuorgnè in passato sede di amministrazione della giustizia, le sentenze capitali venivano eseguite sotto i bastioni, nel largo ancora oggi denominato "Rondò della forca".

### Frazioni
Priacco
Situata a nord-est del comune lungo la strada che porta a Borgiallo e Chiesanuova. Priacco è di antica origine celtica: il suo nome significa prima delle acque, ovvero del torrente Orco. Fino al 1928 Priacco era un comune autonomo, poi fu incorporato a Cuorgnè, con il comune autonomo di Salto.
Ronchi Maddalena
Si trova sulle colline che sormontano il comune a ovest.
Ronchi San Bernardo
È articolata in diverse località (Ceretto, Barba), con vista panoramica sull'alto Canavese.
Sant'Anna di Campore
La frazione, di un centinaio di abitanti, è situata a nord del comune.
Salto

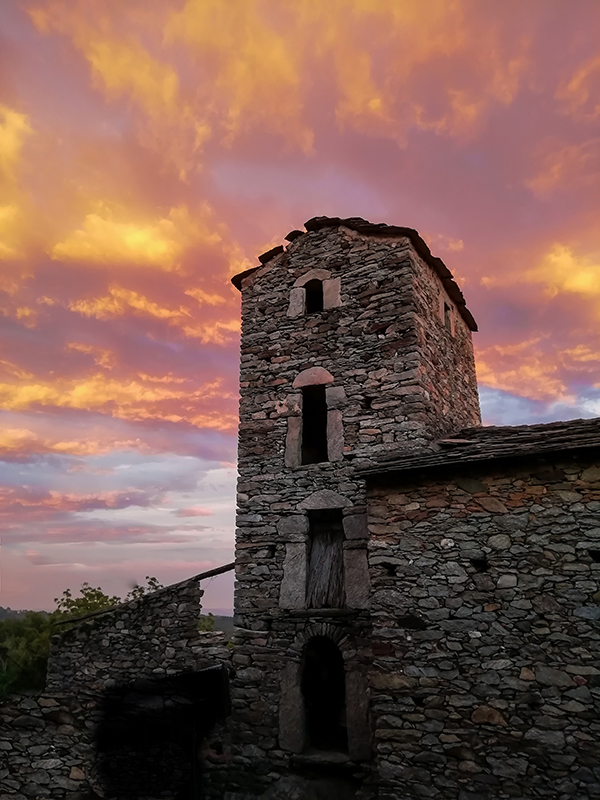
Casaforte di Torre della Pietra - vista da Nord

Situata all'imbocco delle valli dell'Orco, è la frazione popolosa del comune; da sola copre un quarto della superficie comunale, ed i suoi confini si spingono fino alla sommità del monte "Belice" a 900 m s.l.m.
Deve probabilmente il suo nome latino "Saltus" (foresta) derivato dalla Romanizzazione del Territorio.
Nel centro della frazione si trovano i ruderi del castello, che fu degli antichi Silvesco, Conti di Salto e consignori di Cuorgnè, successivamente passato in mano ai vassalli minori Grassi e Aira.
Oltre al Castello all'interno delle mura c'è una piccola chiesetta in stile romanico.
Il territorio di Salto è costellatto di piccole borgate e case sparse. le più antiche borgate di Salto sono Nava e Navetta a Monte dello stesso.
Nel Territorio si trova la Casaforte detta di Torre Pietra, sita nella borgata della Pietra a monte del Deiro Superiore. Un unicum tra le caseforti Canavesane anche se è la meno conosciuta, oggi come un tempo sorveglia ampie estensioni di prato e coltivo. Vigila sull'imbocco delle Valli Orco e Soana e della Pianura Alto-Canavesana e grazie alla sua posizione mantiene oggi come un tempo il contatto visivo con le due Torri medievali del borgo di Cuorgnè. Salto fino al 1928 era comune autonomo, poi incorporato a Cuorgnè.
Santa Lucia
Piccola, immersa nel verde dei boschi verso Belmonte, circondata da vigneti, da boschi di faggi e castagni; vi sono una piccola chiesetta dedicata alla santa da cui prende il nome la borgata.

#### Località
- Nava, Navetta, Vena, Bandone, Taboletto.

## Economia
A causa del terreno alluvionale ed il clima, l'agricoltura non ebbe mai modo di svilupparsi in maniera considerevole, anche se nelle frazioni di Priacco, Salto (che vantava un vitigno autoctono detto "La nera di Salto") e Ronchi si contano molti vigneti e frutteti. Esistevano invece molti piccoli allevamenti di bovini; ancor oggi ci sono realtà zootecniche nella zona delle frazioni di Salto, Priacco e in località Bandone. I campi di grano incominciano solo dalla regione Camporotondo, verso Valperga.
La popolazione si orientò quindi verso un maggiore sviluppo del commercio, l'artigianato e sfruttando l'abbondanza di canali d'acqua, anche verso l'industria: i cotonifici e le officine metallurgiche nelle aree di Campore e Pedaggio, stabilite originariamente dalle famiglie lombarde dei Signorelli (dal 1689) e dei Podio, sfruttavano l'energia idrica del torrente Orco, e resero Cuorgnè il maggior centro industriale dell'Alto Canavese. La grande manifattura tessile nacque qui nel 1872. In tempi più recenti sono sorte officine meccaniche dipendenti dall'industria automobilistica di Torino: nei primi anni del XX secolo la città era diventata la capitale delle bronzine, per la presenza dello stabilimento Botto e per l'invenzione, presso la ditta Trione, di una lega antiusura.
Nel dopoguerra la manifattura tessile tornò alla piena attività e raggiunse un alto livello occupazionale. Negli anni '90, però, la crisi tessile ha portato alla necessità di riqualificazione della mano d'opera.
Tradizionale a Cuorgnè, come per tutto il Canavese, è l'artigianato del rame. Gli antichi calderai, detti in piemontese i magnin, erano in origine montanari che, spinti da ristrettezze economiche, scendevano dai monti per riparare e fabbricare con colpi pazienti paioli di rame (le ramine) ed altri utensili per la cucina. Quest'arte, diffusa anche nei comuni di Valperga, Alpette e Pont), diede origine alla prima industrializzazione.
A Cuorgnè da secoli si tiene il mercato settimanale il giovedì, il mercato di Cuorgnè fu per molto tempo il mercato più importante dell'Alto Canavese, riferimento per le valli Orco e Soana, e tutte le altre valli minori vicine, si teneva anche un mercato zootecnico, fino alla metà del XIX secolo avevano un posto da ambulante nel mercato dei commercianti di Cogne e della Val d'Isere.

## Infrastrutture e trasporti

### Ferrovie
Il Comune era servito da due stazioni ferroviarie poste sulla Ferrovia Canavesana e servite dalla Linea SFM1 del Servizio ferroviario metropolitano di Torino: la Stazione di Cuorgnè e la Stazione di Campore. Dal mese di novembre 2020 il servizio è sostituito da autobus fino all'elettrificazione della restante ferrovia ed entrata in servizio dei treni regionali di Trenitalia.

### Mobilità urbana
I trasporti interurbani di Courgnè vengono svolti con autoservizi di linea gestiti da GTT

## Sport
A Cuorgnè gioca una delle squadre più storiche del Piemonte ovvero il Vallorco che milita nel campionato di Promozione Piemontese.
Disputa le sue gara al Carlin Bergoglio i colori sociali sono il bianco e il blu.

## Amministrazione

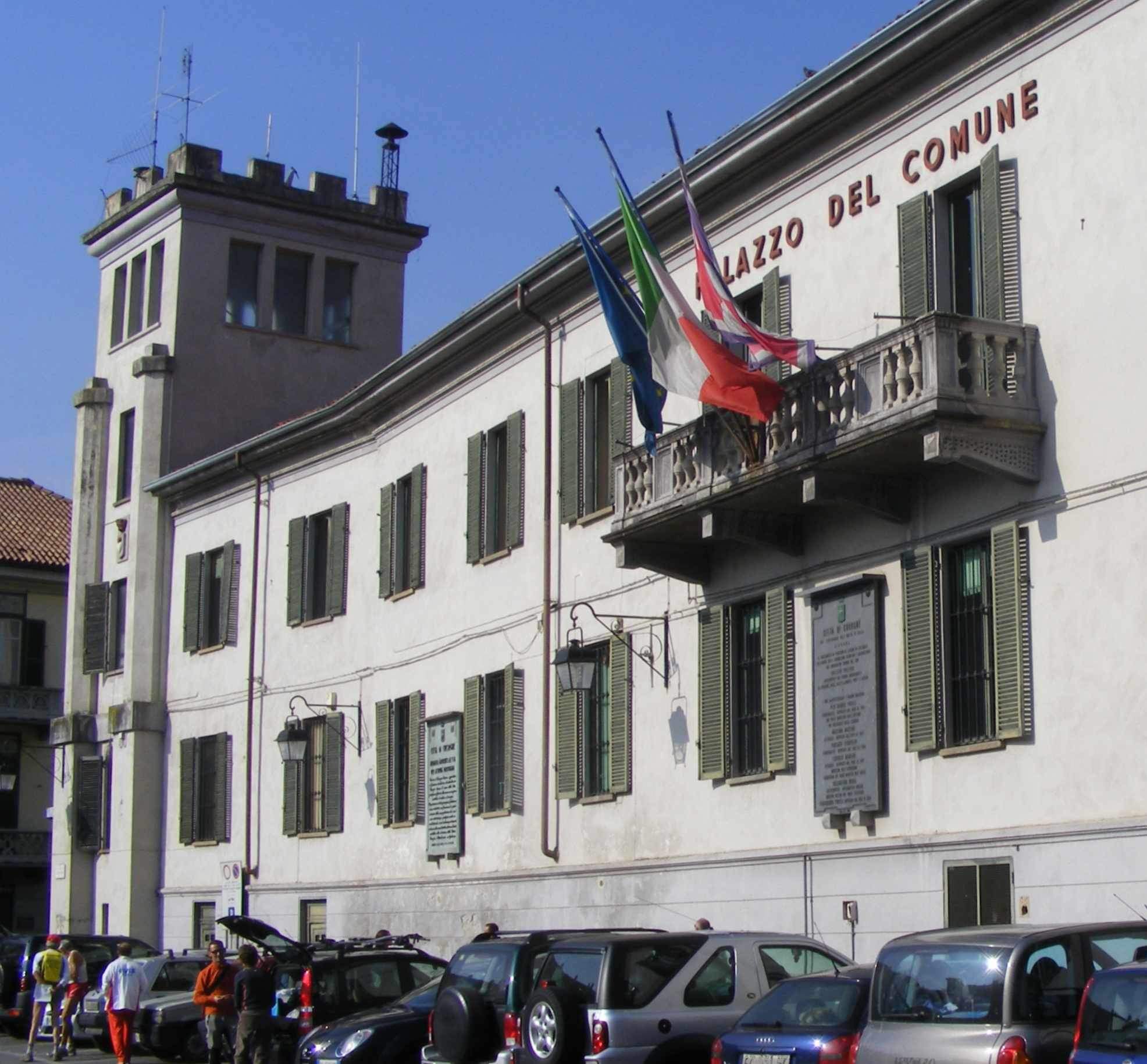
Palazzo comunale

| Periodo        | Periodo           | Primo cittadino           | Partito                           | Carica  | Note          |
| -------------- | ----------------- | ------------------------- | --------------------------------- | ------- | ------------- |
| 23 aprile 1995 | 13 giugno 1999    | Giancarlo Vacca Cavalot   | coalizione di centro              | Sindaco | [ 25 ]        |
| 13 giugno 1999 | 13 giugno 2004    | Giancarlo Vacca Cavalot   | coalizione di centro              | Sindaco | [ 25 ]        |
| 13 giugno 2004 | 14 settembre 2005 | Candido Ghiglieri         | lista civica                      | Sindaco | [ 25 ] [ 26 ] |
| 29 maggio 2006 | 16 maggio 2011    | Giancarlo Vacca Cavalot   | Moderati                          | Sindaco | [ 25 ]        |
| 16 maggio 2011 | 5 giugno 2016     | Giuseppe "Beppe" Pezzetto | lista civica Cuorgnè in movimento | Sindaco | [ 25 ]        |
| 5 giugno 2016  | 4 ottobre 2021    | Giuseppe "Beppe" Pezzetto | lista civica Cuorgnè in movimento | Sindaco | [ 25 ]        |
| 4 ottobre 2021 | in carica         | Giovanna Cresto           | lista civica Cuorgnè al centro    | Sindaco | [ 25 ]        |

### Altre informazioni amministrative
Cuorgnè faceva parte della comunità montana Alto Canavese.